# Sic! (Zeitschrift)
[sic!] Forum für Feministische GangArten war eine österreichische feministische Zeitschrift, die von 1993 bis 2009 erschien und vom gleichnamigen Verein herausgegeben wurde.

## Geschichte
Die [sic!] entstand als Nachfolgeprojekt der Stimme der Frau, einer Frauenzeitschrift der KPÖ, die 1993 eingestellt wurde. Rund zwanzig Frauen waren an der Gründung beteiligt, wobei Ursula Kubes-Hofmann maßgeblich für die Umsetzung des Projekts verantwortlich und bis zur Einstellung der [sic!] als Redakteurin tätig war. Die Zeitschrift erschien vierteljährlich und verstand sich als öffentliches Diskussionsforum, das zur Vernetzung der intellektuellen Kultur von Frauen dienen sollte. Die [sic!] wurde durch Publizistikförderung, ehrenamtliche Arbeit, Abo-Einnahmen und vereinzelte Werbeanzeigen finanziert. 2009 wurde die Zeitschrift schließlich eingestellt.

## Inhalte
Die [sic!] verstand sich als linkes Medium zur kulturellen und politischen Bildung von Frauen, analysiert und kommentiert wurden österreichische und internationale Entwicklungen in Politik, Ökonomie und Medien, ein besonderer Fokus galt den strukturellen und alltäglichen Auswirkungen auf weibliche Lebens- und Arbeitswelten. „Undemokratische Entwicklungen, im Speziellen jene, die Frauen betreffen, sowohl in Österreich als auch international gesehen, sind den Mitarbeiterinnen und Autorin der Zeitschrift ein Dorn im Auge. Sie schreiben aber nicht nur an gegen Sexismus, Rassismus und Fremdenfeindlichkeit, Demokratie- und Sozialabbau und die zunehmenden militaristischen Auswüchse der kapitalistischen Männergesellschaften in allen ihren jeweiligen Spielarten, sondern machen die Leistungen von Frauen, insbesondere von Feministinnen, in den genannten Bereichen der Politik, Wissenschaft, neuen Medien, Kunst und Kultur erst sichtbar,“ ist in der Selbstbeschreibung der Redaktion zu lesen.